# Danske kritisk truede fuglearter
Der er 25 danske fuglearter der er kritisk truet i henhold til den danske rødliste fra 2019, udviklet  på basis af  IUCN-systemet.
- Drosselrørsanger Acrocephalus arundinaceus
- Perleugle Aegolius funereus
- Markpiber Anthus campestris
- Kongeørn Aquila chrysaetos
- Stenvender Arenaria interpres
- Mosehornugle Asio flammeus
- Kirkeugle Athene noctua
- Hvid stork Ciconia ciconia
- Vandstær Cinclus cinclus
- Lærkefalk Falco subbuteo
- Toplærke Galerida cristata
- Hvidnæbbet lom Gavia adamsii
- Sandterne Gelochelidon nilotica
- Dværgmåge Hydrocoloeus minutus
- Rovterne Hydroprogne caspia
- Stor tornskade Lanius excubitor
- Baltisk sildemåge Larus fuscus subsp. fuscus
- Savisanger Locustella luscinioides
- Pibeand Mareca penelope
- Rødhovedet and Netta rufina
- Pirol Oriolus oriolus
- Fiskeørn Pandion haliaetus
- Hjejle Pluvialis apricaria
- Pungmejse Remiz pendulinus
- Gulirisk Serinus serinus[1]